# Gadabey (quận)
Gadabey (tiếng Azerbaijan:Gədəbəy) là một quận thuộc Azerbaijan. Dân số thời điểm năm 2012 là 86193 người.